# グランパスR
グランパスR（グランパスアール）は東海ラジオ放送で放送されていた名古屋グランパスの応援番組。2008年3月23日で終了。

## 番組概要
東海ラジオでのグランパス応援番組は1992年のナビスコカップから開始された「知的野生人 我らグランパスエイト」に始まる。この当時はチームのメインスポンサーであるトヨタ自動車のグループ企業が提供していた。これを1999年ごろから「耳で聴く週刊誌」をコンセプトとした「週刊!!グランパスタイムズ」にリニューアル。この時は村上和宏アナウンサーが編集長として出演していた。それが2002年ごろからこの番組に一新し、パーソナリティーも森貴俊アナウンサーと、コメンテーターの城山喜代次（当時中京大学サッカー部監督）に交代。それまでの日曜夕方の枠から2003年度上半期編成（4～9月）は日曜早朝に一旦移った。2005年度下半期の放送は毎週日曜夕方17:15-18:20放送のSports Dial枠内の10分間。なお2006年・2007年シーズンオフも放送時間は違うが、スポーツダイヤル内で放送中。
この番組のコンセプトとしてはグランパスの最新情報を専属解説者の分析を交えた試合ダイジェスト（ホーム戦に限り一部試合を除き録音実況音を使用しているが、たまにビジターで行われた試合の実況音も、他局の協力を得て放送された）や選手・関係者のインタビューなどで構成されている。ホームゲームのチケットプレゼントも行われた。
以前は東海地方（静岡県以外の中京広域圏として）のプロサッカークラブというとグランパスのみであったが、2006年4月に日本初のプロフットサルクラブの名古屋オーシャンズ、2008年からJリーグに昇格したFC岐阜の誕生があった。番組変更前からオーシャンズの優勝、FC岐阜のJリーグ昇格などを伝えてきたが、現状の番組名ではグランパスの応援番組と間違えられるなどと判断したのか、2008年春の番組改編により週刊!サカラジとなった。なおパーソナリティーは変更なし。

## パーソナリティー
- 森貴俊（東海ラジオアナウンサー）
- 城山喜代次（中京大学体育学部特任講師。元中京大学サッカー部総監督・元中京大中京のサッカー部監督）